# Леон Реутт
Ле́он Ре́утт (пол. Leon Reutt; 14 квітня 1883, Львів — 4 грудня 1939, Краків) — польський інженер і політичний діяч, президент Дрогобича (1921—1931), тричі переобраний на посаді. За його головування зведено сучасну ратушу, замінено освітлення міських вулиць із газових ламп на електричні й розпочато будівництво нового водогону зі с. Урожа, протяжністю 20 км.

## Життєпис

### Походження, освіта
За спогадами Є. М. Пілецького, Леон Реутт народився 14 квітня 1883 року у Львові. Батько, Ґустав, був інженером зі шляхетської родини гербу Ґоздава, що походила з околиць Вітебська. Леон мав брата Кароля і сестер Марію та Софію. Здобувши освіту у державній гімназії ім. Франца Йосифа І у Львові, він продовжив своє навчання на факультеті земельного будівництва Львівської політехніки.

### Діяльність у Дрогобичі
1910 р. розпочав трудовий шлях у департаменті шляхового господарства Дрогобича.
У 1928—1933 рр. місто спроектувало та здійснило будівництво нового водогону з с. Урожа, протяжністю 20 км. Про особливості та важливість цього проекту Л. Реутт виголосив у своєму рефераті на XII засіданні «Газовиків і Водопровідників Польських» у Дрогобичі 1930 року. Щодо якості води, вона була середньо твердою, не містила заліза, відповідала споживчим нормам (експертизу проводив Національний інститут продовольчих і споживчих товарів у Кракові).
Роботу водогону повинні були задовольняти дві електропомпи, які були замовленні в Жихлині (фірма Бравн-Бовері), і один трансформатор фірми «Сіменс». Вартість водогону становили 3,5 млн злотих. Місто Дрогобич не мало таких коштів, і щоб здійснити проект, узяло позику в банку Ощадної каси на 20 років починаючи від 1 липня 1932 р. Таким чином, проект мав закінчитися аж 1952 року. Щоб не довести міську казну до заборгованості, було детально проаналізовано не тільки платоспроможність населення, але й кількість споживачів у місті. Для цього відбувся розподіл міста на два райони: центр та близькі забудовані райони, передмістя. У центрі підключення помешкань до водопостачання відбувалося примусово.
Також Реутт розпочав покриття міських вулиць бітумним асфальтом. Так, було повністю заасфальтовано Стрийську вулицю від Ринку до залізничної станції. Відбувалося масове підключення телефонів ув адміністративних і приватних будинках. Станом на 1932 рік у місті було 550 абонентів. Під час урядування Л. Реутта було замінено освітлення міських вулиць із газових ламп на електричні, проводилася електрифікація міських помешкань. У 1929 року за сприяння Л. Реутта вийшов друком путівник по Дрогобичу, в якому подавалася коротка довідка та ілюстрації визначних споруд міста.
Був активним членом дрогобицького «Товариства союзу стрілецьких друзів», створеного 3 березня 1930 р., членом «Товариства середньої технічної школи у м. Дрогобичі», яке було засноване 25 листопада 1926 р. Можливо, що Л. Реутт був одним із засновників даного товариства. Також він долучився до розробки та затвердження статуту організації. У лютому 1935 р. припинив свою діяльність у товаристві, можливо, з причини вступу до нього Р. Яроша28.
1931 рік ознаменувався загостренням політичної боротьби, Раймунд Ярош переміг на виборах президента Дрогобича, а колишній президент переїхав до Львова.